# Suzuki Eeco
Suzuki Eeco (ранее известный как Suzuki Versa) — микровэн производства японской компании Suzuki.

## Описание

### Versa
Suzuki Versa был запущен в производство в 2001 году на базе Every Plus / Carry 1.3. Автомобиль оснащался двигателем G13BB объёмом 1298 см3, мощностью 61 кВт (82 л. с.). Коробка передач — пятиступенчатая механическая. Комплектации: STD, DX и DX2. В конце 2009 года автомобиль был снят с производства.

### Eeco
Eeco был запущен в производство в январе 2010 года. Представляет собой переработанную версию Versa с уменьшением некоторых особенностей и визуальных эффектов, таких как кондиционер с двумя вентиляторами и цветные бамперы, хотя фары были обновлены. Автомобиль оснащался двигателем G12B объёмом 1196 см3, мощностью 54 кВт (72 л. с.). Коробка передач — пятиступенчатая механическая. Двигатель работает на компримированном природном газе, о чём свидетельствует надпись Intelligent Gas Port Injection (i-GPI) (позднее — S-CNG).
В марте 2019 года Eeco получил основные функции безопасности, такие как подушка безопасности со стороны водителя, ABS, система напоминания о непристёгнутом ремне безопасности, предупреждение о скорости и парктроники заднего хода в стандартной комплектации.
С ноября 2022 года Eeco оснащается 1,2-литровым бензиновым двигателем K12N Dualjet мощностью 60 кВт (80 л. с.). Заявленная топливная экономичность составляет 25—29%. Также автомобиль получил цифровой спидометр от S-Presso, иммобилайзер двигателя, новую конструкцию рулевого колеса и рулевой колонки, поворотные диски для ручки переменного тока, салонный воздушный фильтр для кондиционера, выключатель аварийной сигнализации с подсветкой и двойные подушки безопасности. Eeco также начал экспортироваться на Ближний Восток.